# Jitka Traplová
Jitka Traplová es una deportista checoslovaca que compitió en piragüismo en la modalidad de eslalon. Ganó dos medallas de oro en el Campeonato Mundial de Piragüismo en Eslalon de 1969, en las pruebas de C2 mixto y C2 mixto por equipos.

## Palmarés internacional
| Campeonato Mundial | Campeonato Mundial            | Campeonato Mundial | Campeonato Mundial   |
| Año                | Lugar                         | Medalla            | Competición          |
| ------------------ | ----------------------------- | ------------------ | -------------------- |
| 1969               | Bourg-Saint-Maurice (Francia) | Medalla de oro     | C2 mixto             |
| 1969               | Bourg-Saint-Maurice (Francia) | Medalla de oro     | C2 mixto por equipos |